# Богданова, Елена Николаевна
Елена Николаевна Богданова — советская спортсменка, призёр чемпионата мира по спортивной акробатике.

## Биография
Тренировалась в Тольятти у Виталия Гройсмана. Выступала в состязаниях женских пар вместе с Изабеллой Суздалевой.
В 1983 году окончила Тольяттинское педагогическое училище.
На чемпионате мира по спортивной акробатике в 1984 году тольяттинская пара стала третьей в многоборье и серебряным призёром в балансовом упражнении. Также результаты соревнования шли в зачёт чемпионата Европы, в результате Елена Богданова стала также бронзовым призёром этого состязания в многоборье и динамическом упражнении и серебряным в балансовом упражнении.
Работает преподавателем спортивных танцев в дворце молодёжи в Тольятти. Почётный работник общего образования, руководитель образцового детского коллектива спортивного танца «Инсайт»